# Chlorissa chlorissodes
Chlorissa chlorissodes là một loài bướm đêm trong họ Geometridae.